# Warren DeMartini
Warren Justin DeMartini (* 10. duben 1963, Chicago, Illinois, Spojené státy) je americký metalový kytarista, nejvíce známý jako člen skupiny Ratt. Dříve hrál také ve skupinách Dokken, Whitesnake nebo Dio.

## Sólová diskografie
- Surf's Up! (1995)
- Crazy Enough to Sing to You (1996)